# Calendari Català
Calendari Català fou una revista de caràcter anual fundada i dirigida per Pelagi Briz i que sortí del 1865 al 1882 en una primera etapa, i dirigida per Joan Baptista Batlle del 1898 al 1905 en una segona etapa. Disposava per lema Qui llengua té, a Roma va fou escrita pels més coneguts escriptors i poetes catalans, mallorquins i valencians.

## Primera etapa (1865-1882)
El 1865, Francesc Pelagi Briz va fundar i dirigir una revista de caràcter anual que va tenir com a nom Calendari Català. Se la considera una de les revistes més representatives de les inquietuds del moviment literari de la Renaixença. Les seves seccions més conegudes i populars eren el santoral i la crònica literària de l'any Bons records. La revista, però, tingué la seva darrera publicació el 1882.
Joan Baptista Batlle i Martínez crea el Calendari Català, o millor dit, reviu, per tal de proporcionar a aquelles persones que compten amb un sentiment i esperit catalanista un nou calendari català, una peça anual que recollís referencies catalanistes, articles o poesia en català. S'hi podia trobar escrits dels escriptors (i personatges) més destacats d'aquells temps, com ara Sebastià Farnés, qui sovint escrivia el ‘judici de l'any' (que acostuma a anar a la primera pàgina dels almanacs), o Joaquim Miret i Sans.
Se la considera una de les revistes més representatives de les inquietuds del moviment literari de la Renaixença. Les seves seccions més conegudes i populars eren el santoral i la crònica literària de l'any Bons records. La resta eren col·laboracions literàries en vers i en prosa fetes per Jacint Verdaguer, Tomàs Aguiló, Teodor Llorente Olivares, Francesc Bartrina i Aixemús, Manuel Milà i Fontanals i Joaquim Rubió i Ors, entre d'altres.

## Segona etapa (1898-1905)
Calendari Catalá: per a l'any ... (1898-1905) fou una publicació literària anual, concretament un almanac, publicada i col·leccionada per Joan Baptista Batlle i Martínez. Només durà 8 anys, per tant només es publicaren 8 calendaris.
Dins la revista trobem diferents seccions. Des de 1899 fins a la fi de la revista, amb excepció de l'any 1900 que no hi hagué, Sebastià Farnés fou l'encarregat de fer el judici de l'any, la primera pàgina de l'almanac.
Després hi trobàvem 12 pàgines, una per cada mes de l'any, on indicava quin esdeveniment (majoritàriament sants o festivitats) podíem trobar cada dia. Algunes edicions en comptes de 12 pàgines comptaven amb 24 per aquesta secció.
La segona secció que es trobava a totes les publicacions de l'almanac era la de Necrologia o Necrologi, una llista de persones mortes dins un període, en un monestir, en una comunitat, etc. Normalment el necrologi constitueix un llibre per a la commemoració diària dels difunts. En el cas del Calendari Catalá, reunia les morts de catalans amb cert caràcter important, com ara escriptors o actors entre d'altres. Aquesta secció ocupada entre 10 i 15 pàgines i era escrita per Ramon Nonat Comas i Pitxot, qui va ser un erudit i divulgador d'història i biografies català.
Una altra secció que trobem en aquest almanac és Revista Literaria, on s'escrivia i es comentava sobre les obres de literatura catalana que havien estat publicades. Revista Literaria estava escrita per Ernest Moliné i Brasés, qui fou advocat, historiador i redactor d'alguns diaris catalans.
Per altra banda també trobem seccions com Moviment Catalanista o Moviment artístic, que son seccions que trobem només en algunes publicacions, no en totes.
Entre les diferents seccions es podia trobar tot tipus de literatura en català (fos d'origen o traduïda), com ara poesia, prosa, etc., d'autors com Narcís Oller, Jaume Collell o Jacint Verdaguer.

### Directors i col·laboradors
Joan Baptista Batlle i Martínez ser-ne el fundador. Va néixer a Barcelona el 12 de febrer de 1869 i va morir, també a Barcelona, el 15 de març de 1939. Fou un llibreter, bibliòfil i col·leccionista de goigs català. De 1880 a 1882 treballà com a dependent de la Llibreria Oliveres i posteriorment, de 1882 a 1894, estudià al Seminari Conciliar de Barcelona. Després d'haver estat treballant com a aprenent a la llibreria de Baldomer Gual («can Mero»), l'any 1895 fundà la llibreria i editorial L'Arxiu, al carrer al carrer de la Tapineria 28, de Barcelona; posteriorment traslladada, el 1910, al núm. 66 del carrer de l'Argenteria i, posteriorment, el 1916, a la "via Diagonal" núm. 442. A L'Arxiu és on promogué i dirigí la publicació dels anuaris Calendari Catalá des de 1898 fins al 1905. És autor de Rondalles catalanes (1895-1909), Assaig de bibliografia barcelonina(1920) i Los goigs a Catalunya al segle xviii (1925). Joan Bta Batlle fou qui promogué, dirigí i col·leccionà el Calendari Catalá des de l'any 1899 fins al 1905.
Sebastià Farnés i Badó n'era col·laborador. Sebastià Farnés nasqué a Sant Feliu de Codines (Vallès Oriental) el 15 de juliol de 1854 i va morir a Barcelona el 5 de gener de 1934. Fou un advocat, taquígraf, escriptor i folklorista català. Es va especialitzar en el camp de la paremiologia catalana. Durant la seva joventut va ser un important pensador polític en el camp del catalanisme, sobretot durant els anys entre 1886 i 1893, en els quals es convertí en una de les figures cabdals del nacionalisme català de l'època. També formar part com a membre destacat de l'entitat catalanista el Centre Catalá i del grup polític de la Unió Catalanista, com també fou mantenidor dels Jocs Florals de Barcelona els anys 1890 i 1891,així com secretari i bibliotecari del Centre Català. Fundà L'Arc de Sant Martí, setmanari catalanista publicat al poble de Sant Martí de Provençals (1884-1892) (del qual fou també redactor) i col·laborà en les publicacions Diari Català, La Renaixença, La Veu de Catalunya i Revista de Catalunya, entre d'altres. Sebastià Farnés fou l'encarregat de fer el judici de l'any, la primera pàgina del almanac Calendari Catalá.
Ramon Nonat Comas i Pixot era col·laborador. Ramon Nonat Comas i Pitxot va néixer a Barcelona el 17 de juny de 1852 i morí, també a Barcelona, el 28 de juliol de 1918. Fou un erudit i divulgador d'història i biografies català. Exercí com a bibliotecari al Centre Excursionista de Catalunya. També treballà com a escenògraf i, de manera autodidacta, desenvolupà una profusa publicació i divulgació de coneixements relacionats amb monuments i personatges catalans. Publicà articles a Il·lustració Catalana, Revista de Catalunya i La Veu de Catalunya, i entre les seves nombroses obres destaquen Record de l'exposició de documents gràfics de coses desaparegudes de Barcelona al segle XIX (1901), Des del terrat de l'església del Pi (1913) i Datos para la historia del esgrafiado en Barcelona (1913). Ramon Nonat Comas i Pitxot escrivia la secció de necrologi al Calendari Catalá.
Ernest Moliné i Brasés era col·laborador. Ernest Moliné i Brasés nasqué a Barcelona el 28 d'agost de 1868 i morí a la mateixa ciutat el 12 de febrer de 1940. Va ser advocat, historiador i redactor de La Veu de Catalunya (1891) i de La Renaixença (1896). Junt amb Lluís Faraudo i de Saint-Germain i Ignasi de Janer i Milà de la Roca dirigí la col·lecció Recull de Textes Catalans Antichs de 1906 a 1912. Actiu en el moviment catalanista, el 1892 va participar en l'Assemblea de la Unió Catalanista en la que s'aprovaren les Bases de Manresa. El 1913 fou escollit acadèmic de l'Acadèmia de Bones Lletres de Barcelona. A proposta seva, s'afegí la tornada "Bon cop de falç!" a la lletra de Els Segadors. Ernest Moliné i Brasés s'encarregà d'escriure la secció de Revista Literaria del Calendari Catalá.